# کژدم پوسته‌نشین قهوه‌ای
کژدم پوسته‌نشین قهوه‌ای (نام علمی: Centruroides gracilis) نام یک گونه از سرده کژدم‌های پوسته‌نشین است.